# Dactylorhiza cordigera
Dactylorhiza cordigera là một loài thực vật có hoa trong họ Lan. Loài này được (Fr.) Soó mô tả khoa học đầu tiên năm 1962.

## Hình ảnh

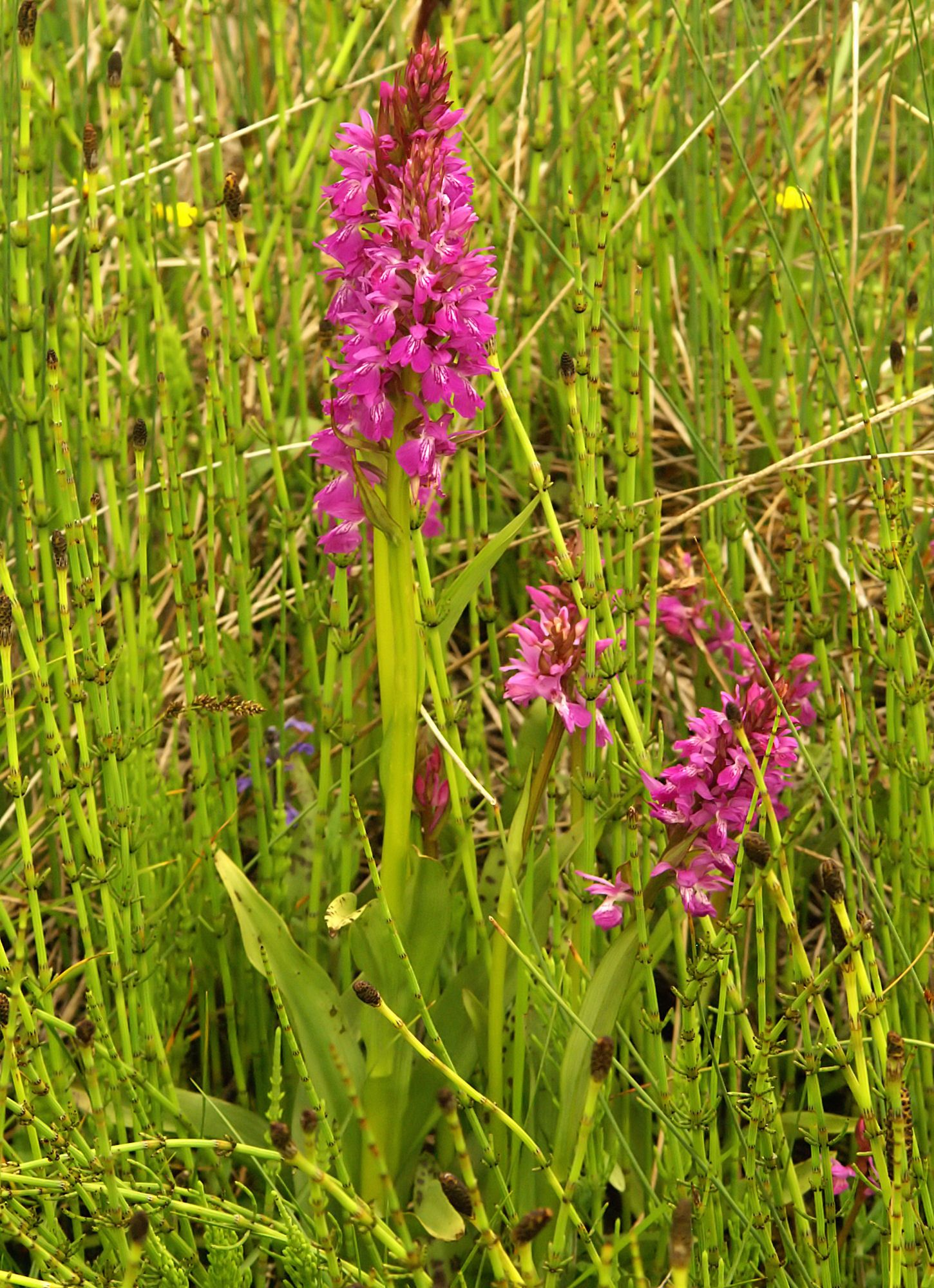
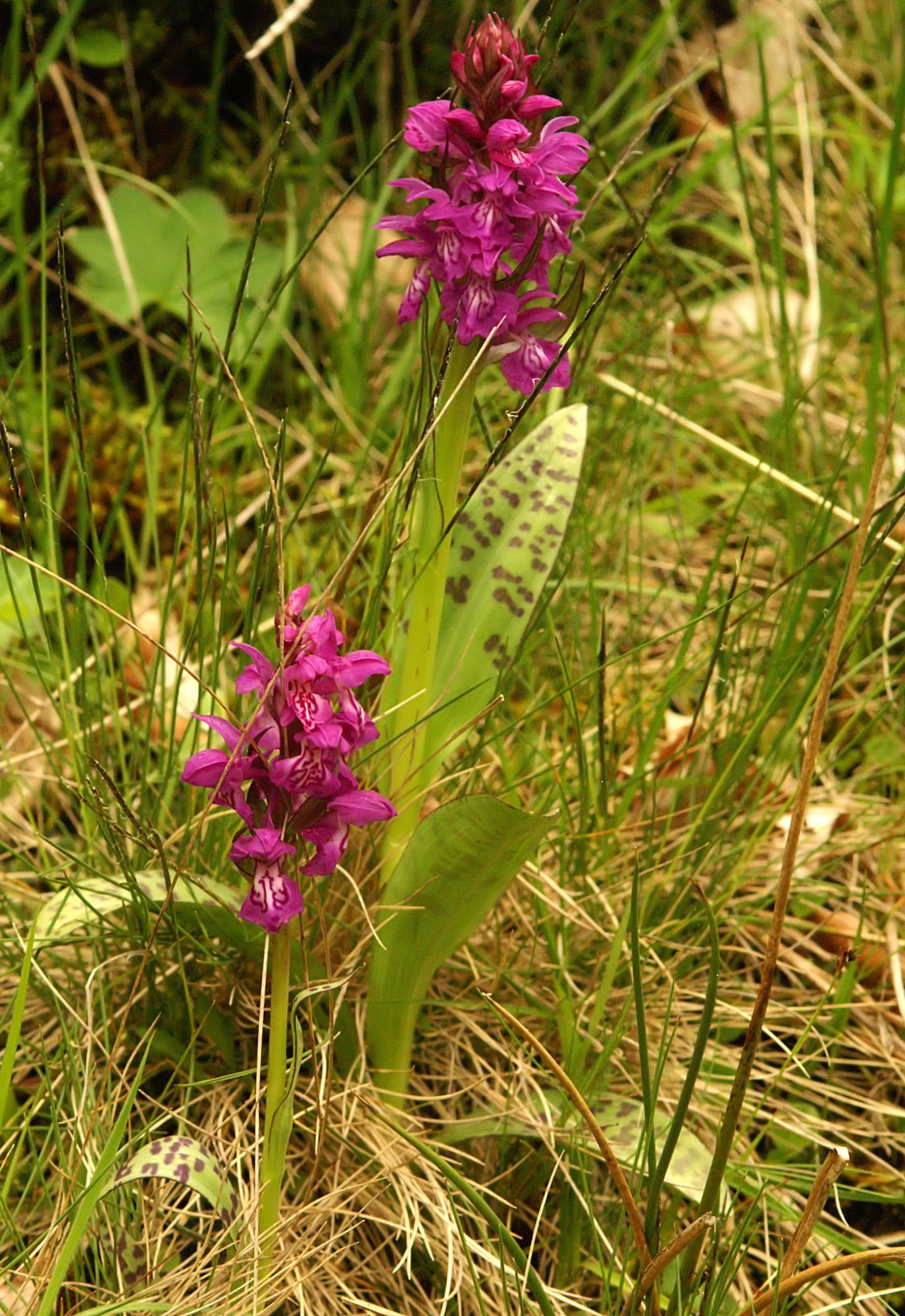
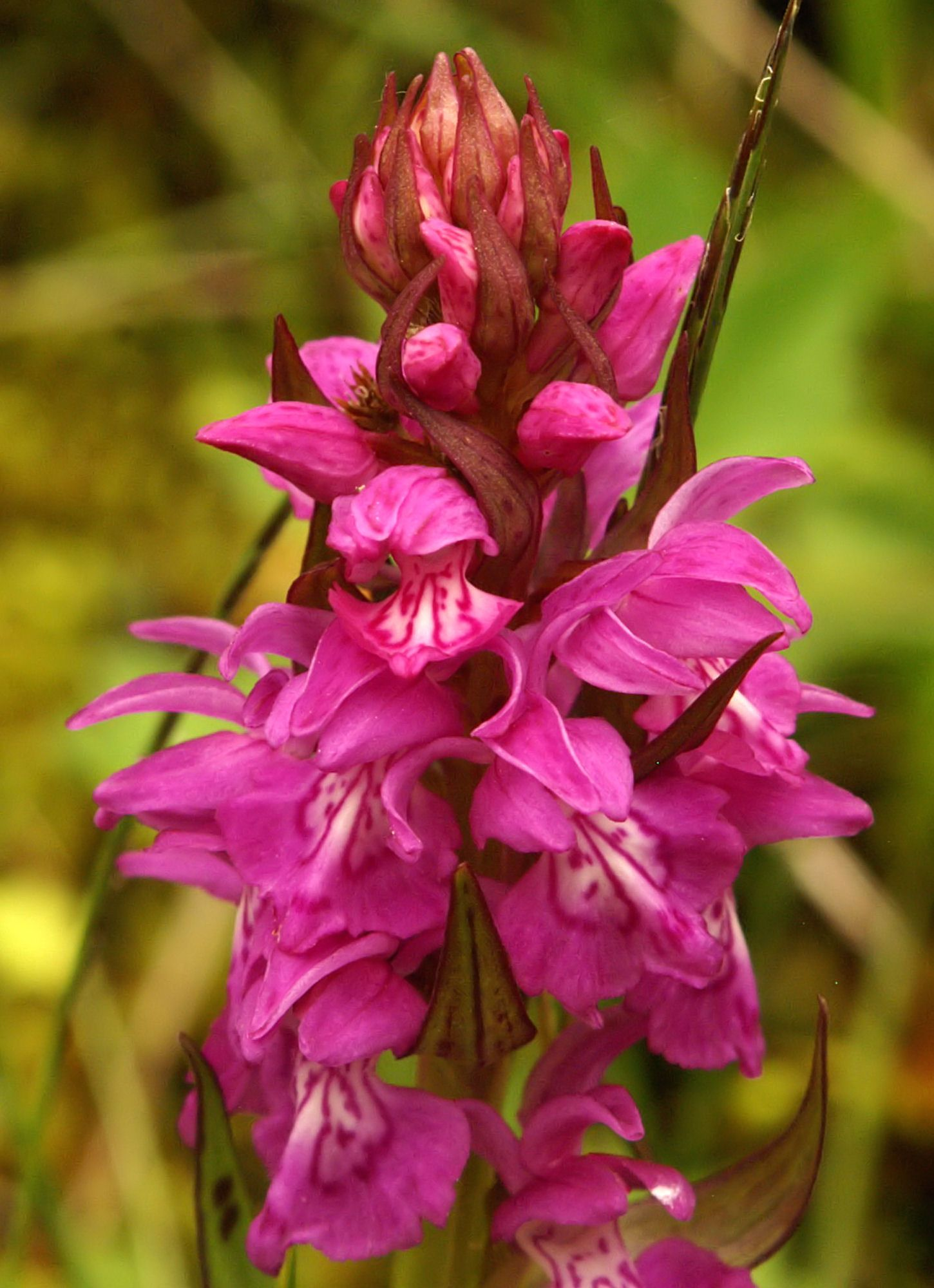
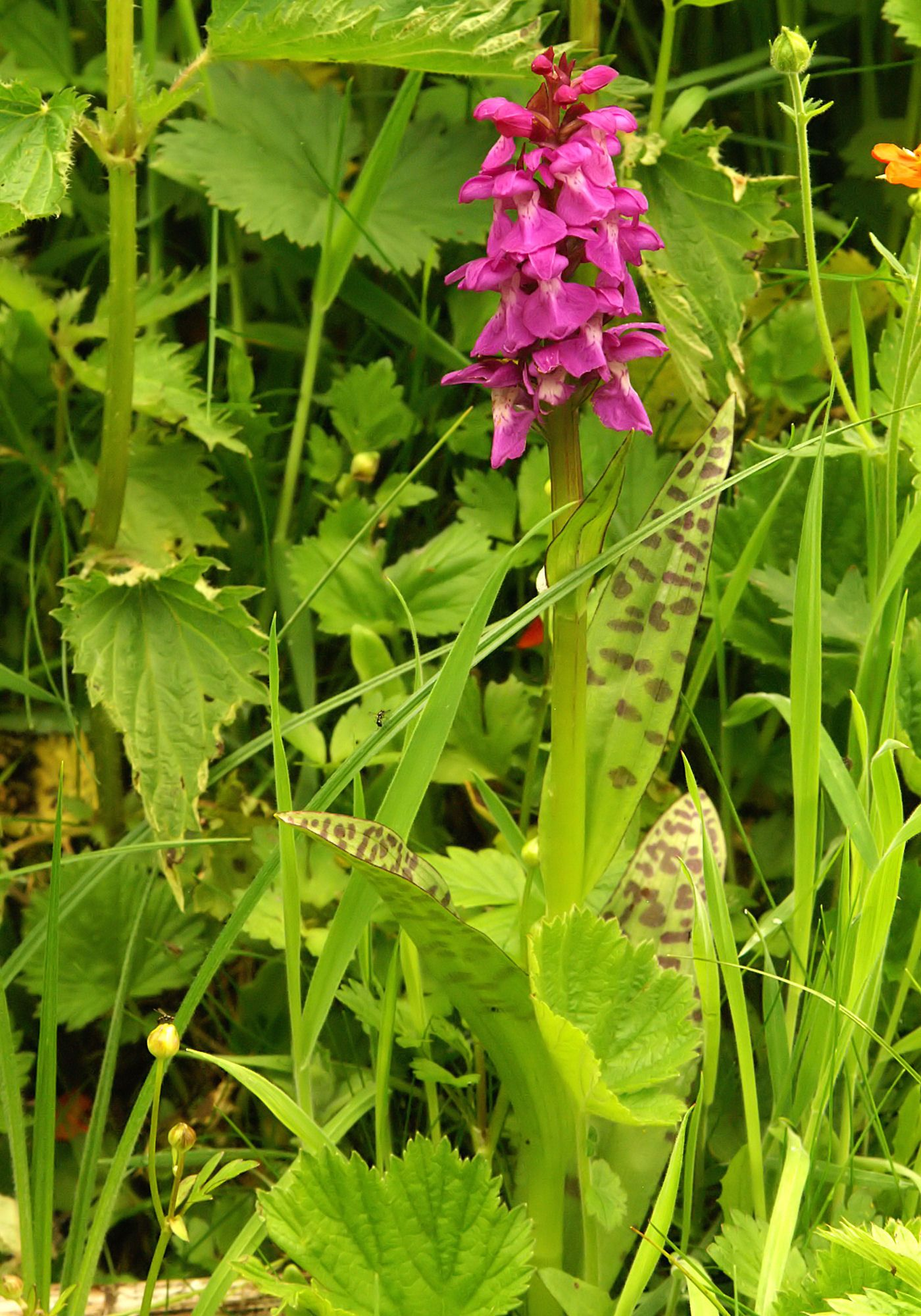